# Mereotopologie
Die Mereotopologie ist eine formale Theorie, die Mereologie und Topologie miteinander verbindet. Sie untersucht die topologischen Beziehungen zwischen Ganzheiten, Teilen und den Rändern der Teile. Obgleich die Theorie im Wesentlichen mathematisch ist, wurde sie vollständig von Logikern und theoretischen Informatikern entwickelt. Die Mereotopologie hat sich für Zwecke der formalen Ontologie als nützlich erwiesen (Smith 1996).
Alfred North Whitehead begann 1916, Theorien der Teil-Ganzes-Relation zu entwickeln, die in seinem Werk Prozeß und Realität einen Höhepunkt fanden. Eine gut lesbare Einführung hierzu bietet Kneebone (2001), Kapitel 12. Trotz Whiteheads erwiesenem mathematischen Scharfsinn waren diese Theorien informell und enthielten Fehler. Bowman Clarke (1981, 1985) zeigte, wie Whiteheads Theorien korrigiert und vollständig formalisiert werden konnten. Clarkes Werk bildet die Grundlage der gegenwärtigen Mereotopologie. Ihr mathematisches Leistungsvermögen kommt in der fortgeschrittenen Darstellung von Roeper (1997) zutage. Das einschlägige Hochschullehrbuch ist Casati und Varzi (1999).